# Stinnes-Legien-avtalet
Stinnes-Legien-avtalet, tyska Stinnes-Legien-Abkommen (officiellt Vereinbarung zwischen Arbeitgeber- und Arbeitnehmerverbänden) var en kollektivavtal mellan 21 arbetsgivarorganisationerna och sju fackförbund som undertecknades från 15 november 1918. Namnet fick det efter Hugo Stinnes och Carl Legien, de två ledande företrädarna för respektive sida.
En rad andra kända företrädare tillhörde undertecknarna: från arbetsgivarsidan Alfred Hugenberg, Friedrich Springorum (Hoesch), Hans von Raumer, Carl Friedrich von Siemens, Walther Rathenau (AEG) och Ernst von Borsig (Borsig) respektive från fackförbunden Adam Stegerwald, Gustav Hartmann och Anton Höfle.